# Шевченко Вадим Вікторович
Вадим Вікторович Шевченко (12 серпня 1956, Баку, Азербайджанська РСР — 18 квітня 2023) — радянський футболіст та український футбольний арбітр, виступав на позиції воротаря. Директор Регіональної школи футбольних арбітрів, член Комітету арбітрів.

## Кар'єра гравця
Народився в Баку, вихованець київського «Динамо». Дорослу футбольну кар'єру розпочав 1977 року в клубі другої союзної ліги «Спартак» (Житомир). Потім захищав кольори «Кривбасу» (Кривий Ріг), СКА (Київ) та «Авангард» (Рівне). У 1982 році приєднався до «Пахтакора», однак дебютувати у Вищій лізі СРСР не зумів. Натомість зіграв 2 поєдинки у футболці ташкентського клубу у кубку СРСР. Кар'єру гравця завершив у 1983 році в складі бережанської «Ниви».

## Кар'єра арбітра
Закінчив Київський державний університет фізичної культури. Наприкінці 1990-х років працював у Київській обласній Федерації футболу. По завершенні кар'єри гравця, після нетривалої паузи, розпочав суддівську кар'єру. Обслуговував матчі Другої та Першої ліг (переважно, як боковий арбітр). Також будучи боковим арбітром обслуговував 1 матч Вищої ліги чемпіонату СРСР. Один з суддів, які працювали в першому розіграші Вищої ліги України. Обслуговував матчі Вищої ліги до 2002 року. Востаннє виходив на поле 10 вересня 2005 року, працював боковим суддею.

## Футбольний функціонер
По завершенні суддівської кар'єри займався спостереженням арбітражу. З 2004 року інспектував матчі Другої ліги України, у 2004—2005 та 2013—2015 роках — Першої ліги, з 2005 по 2013 рік та з 2015 рік — Прем'єр-ліги.
З 2008 по 2011 рік очолював Комітет арбітрів Федерації футболу України.

## Особисте життя
Батько, Віктор Нестерович, також був футболістом. Виступав за бакинський «Нафтовик».
Брат, Віталій Вікторович, радянський футболіст та російський футбольний тренер